# Mrožovití
Mrožovití (Odobenidae) je čeleď ploutvonožců čítající jediný žijící druh, a to mrože ledního (Odobenus rosmarus), který se vyskytuje v Severním ledovém oceánu a příležitostně na severu Atlantského oceánu. Jejich špičáky jsou změněné v dlouhé kly, kterými vyhrabává potravu. Živí se měkkýši, korýši a rybami.
Mrož připomíná lachtany, protože dovede zadní ploutvovité končetiny při pohybu na souši podsunout pod tělo. Nepohybuje se však tak rychle a obratně jako lachtani a často se jen plazí.
V přírodě mu zatím nehrozí nebezpečí vyhynutí.

## Fylogeneze
Kromě mrože ledního se do čeledi řadí ještě několik vymřelých zvířat rozdělovaných do skupin (podčeledí nebo tribů) Desmatophocinae, Kamtschatarctinae, Imagotariinae, Dusignathinae a Odobeninae. Je známo asi 17 fosilních rodů mrožovitých a tři fosilní druhy rodu Odobenus (O. huxleyi, O. koninckii, O. mandanoensis). Nejstarší zástupci mrožovitých jsou známi z období miocénu.